# エンターテイメントグループHONEYTRAP
エンターテイメントグループHONEY TRAP（エンターテイメントグループ ハニートラップ）は、神奈川県川崎市中原区武蔵新城を拠点に活動する女性エンターテイメントグループ。

## 概要
「みんなの日常にちょっぴり刺激を」をテーマに結成された女性エンターテイメントグループ。
2015年に結成後、メンバーの入れ替えを経て2017年1月に新生HONEYTRAPとして再始動。拠点としている神奈川県川崎市中原区武蔵新城を中心に、街を盛上げるべく地元のイベント等に精力的に参加している。
メンバーそれぞれが別々の目標を持ち、ライブ活動だけに留まらず、舞台、声優、ラジオパーソナリティなど、多方面での活動を展開している。
2017年4月、神奈川県川崎市高津区に新オープンしたK-1GYM北斗会館の公式イメージキャラクターに就任。代表を務める小宮山工介のもと、空手の指導を受ける。
メンバーが習得した空手は、地元の祭や小学校などでのイベントで披露している。演舞や板割りは、観客を楽しませるパフォーマンスとして好評である。
2015年10月神奈川県川崎市中原区武蔵新城に「idol cafe HONEYTRAP」をオープン。
メンバーが日替わりで出勤し、はにっぴー（ファンの総称）との交流を深める場として営業している。月曜日が定休日。その他イベント出演などに応じて不定休。
ライブは主に都内で行っている。楽曲ごとにユニットが結成されており、様々なジャンルの楽曲で披露するライブパフォーマンスに定評がある。また、メンバー数の多さもグループの特徴であり、全員参加のパフォーマンスは大迫力である。
2017年9月、テレビ神奈川で放送中の昼の情報番組「猫の額ほどワイド」に小宮山工介と共に出演。その後2018年3月に「今川崎で最もアツいアイドル」として再度出演。
2017年10月には「モヤモヤさまぁ～ず2」に出演。初の地上波放送出演を果たす。
その後も同年11月から川崎FMにて「ミスターとHONEYTRAPのご縁こそ狙い撃ち♪」が放送開始し、初のメインラジオパーソナリティを務めるなど、活動の幅を広げている。

## メンバー

### 現行メンバー
- 星名はるか（ほしな はるか）2017年1月-4期生
- 岡本彩花（おかもと あやか）2017年1月-4期生
- 観月リオ（みづき リオ）2017年1月4期生
- sari（さり）2017年1月-4期生
- 梨元陽葵（なしもと ひより）2017年11月-6期生
- 柊愛衣花（ひいらぎ あいか）2017年11月-6期生
- 秋月雫（あきづき しずく）2017年11月-6期生
- 岡安るり（おかやす るり）2018年8月-8期生

## 出演

### テレビ
- 猫の額ほどワイド（2017年9月、2018年3月：テレビ神奈川）
- モヤモヤさまぁ～ず2（2017年10月：テレビ東京）

### ラジオ
- ミスターと松竹ハイムのご縁を待つだけ♪（川崎FM：2017年5月16日、23日）
- ロック音Monday（川崎FM：2017年8月21日）
- MUSIC！！WAY-WAY！（川崎FM：2017年8月21日）
- ミスターとHONEYTRAPのご縁こそ狙い撃ち♪（川崎FM：2017年11月4日～）※レギュラー出演

### イベント
- 2018年
  - 2月3日 - 「野川神明社節分祭り」出演
  - 6月30日 - プロビーチサッカーチーム「東京LEQUIOS」とのビーチサッカー体験イベント出演

### イメージキャラクター
- K-1GYM北斗会館イメージキャラクター

## ライブ
- 2015年10月 - 秋葉原clubGOODMAN 1stワンマンライブ
- 2016年
  - 4月7日 - 渋谷Lamama２ndワンマンライブ「はちみつぱーりーTRAP1～はじまりの唄～」
  - 8月3日 - 渋谷Lamama　3rdワンマンライブ「はちみつぱーりーTRAP2～真夏のBoom～」
- 2017年
  - 7月23日 - 渋谷CHELSEA HOTEL 4thワンマンライブ「ふぉーりんらいぶVol.1～新たな翼～」
  - 11月9日 - 渋谷LOUNGE NEO　5thワンマンライブ「ふぉーりんらいぶVol.2～みぅみぅ＆みーちゃん旅立ちの時～」
- 2018年
  - 2月5日 - 渋谷CHELSEA HOTEL 6thワンマンライブ「ふぉーりんらいぶVol.3～BlueValentine～」
  - 3月10日 - 池袋CANOPUS「Fuzzy Wave 80-90’s Vol.3」
  - 5月19日 - 池袋CANOPUS「Fuzzy Wave 80-90’sVol.5」
  - 7月24日 - 渋谷CHELSEA HOTEL 7thワンマンライブ「ふぉーりんらいぶVol.4～いまにゃん任期お疲れ様！～」

### Twitter
- 星名はるか (@hrk_star7) - X（旧Twitter）
- 岡本彩花 (@HONEYTRAPoa226) - X（旧Twitter）
- 観月リオ (@rio_mizukichi) - X（旧Twitter）
- sari (@117sari117) - X（旧Twitter）
- 梨元陽葵 (@hi_reed_76) - X（旧Twitter）
- 柊愛衣花 (@HONEYTRAP_aika) - X（旧Twitter）
- 秋月雫 (@sizuku_otaota) - X（旧Twitter）
- 岡安るり (@RuRiOkAyAsU) - X（旧Twitter）
- HONEYTRAP (@HONEYTRAPryb) - X（旧Twitter）